# Rediente

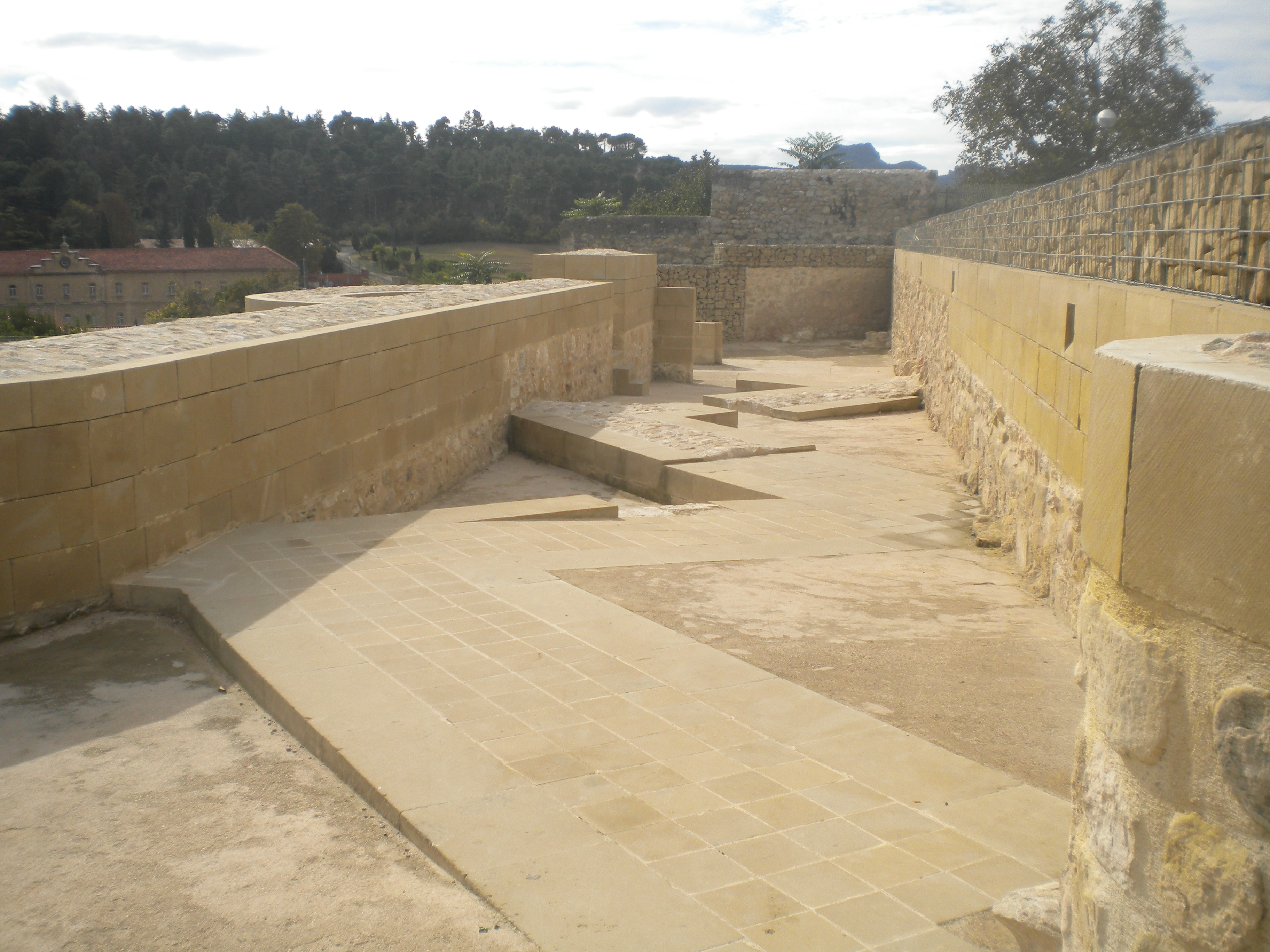
Redientes del Castillo de Miranda de Ebro

En arquitectura militar, se llama rediente a la parte saliente de la línea de circunvalación, compuesta de dos caras y una gola y que tiene por objeto flanquear dicha línea. 
La flecha también toma este nombre cuando sus caras y lados tienen más de 50 pasos de longitud. Las caras del rediente no tienen más que 80 pasos de largo. Se construyen varios unidos entre sí por medio de una cortina.